# EMI Films
EMI Films (cunoscută mai târziu ca Thorn EMI Screen Entertainment și Cannon Screen Entertainment) a fost un studio de film și o companie britanică de distribuire a filmelor. O filială a conglomeratului EMI, denumirea corporativă nu a fost utilizată pe întreaga perioadă a implicării EMI în industria cinematografică, din 1969 până în 1986, dar EMI Films a avut o scurtă colaborare cu compania Metro-Goldwyn-Mayer și Anglo-EMI, ultima fiind divizia sub conducerea lui Nat Cohen și compania ulterioară, ca parte a conglomeratului Thorn EMI (în urma fuziunii cu Thorn).
Compania a fost formată după ce EMI a preluat Associated British Picture Corporation în 1968. Principalele sale succese în zona de producție includ Vânătorul de cerbi (câștigător al premiului Oscar pentru cel mai bun film în 1978), Crima din Orient Express și Moarte pe Nil.
În 1986 și-a vândut filmoteca către Cannon și a continuat să producă filme până în 1990. Filmoteca sa este în prezent deținută de StudioCanal. EMI Films a deținut și studioul Elstree din Hertfordshire, Anglia, înainte de a fi cumpărat de grupul Cannon în 1986.

## Filmografie
EMI a finanțat filme sub o varietate de nume corporative și cu o serie de parteneri de producție. Mai jos sunt principalele:

### Bryan Forbes
- Eyewitness (iunie 1970) (ABPC)
- And Soon the Darkness (iulie 1970) (ABPC)
- Hoffman (iulie 1970) (ABPC)
- The Man Who Haunted Himself (iulie 1970) (ABPC)
- The Breaking of Bumbo (septembrie 1970) (ABPC)
- The Railway Children (decembrie 1970)
- A Fine and Private Place (1970) (abandonat)
- The Raging Moon (ianuarie 1971)
- The Tales of Beatrix Potter (iunie 1971)
- Mr. Forbush and the Penguins (decembrie 1971)
- Dulcima (decembrie 1971)

### Coproducții cu Hammer
- On the Buses (iulie 1971)
- Blood from the Mummy's Tomb (octombrie 1971)
- Mutiny on the Buses (iunie 1972)
- Straight on Till Morning (July 1972)
- Demons of the Mind (noiembrie 1972)
- Man at the Top (1973) (AE/H)
- Love Thy Neighbour (July 1973)
- Holiday on the Buses (decembrie 1973)
- To the Devil a Daughter (martie 1976) (H)

### MGM-EMI
- Get Carter (1971)
- The Go-Between (septembrie 1971)
- The Boy Friend (1971) (MGM)

### Nat Cohen/Anglo-EMI
- All the Way Up (1970) (AA)
- Spring and Port Wine (februarie 1970) (AA)
- Entertaining Mr Sloane (aprilie 1970) (AA)
- The Body (1970) (AE)
- Percy (1971) (AE)
- Up Pompeii (martie 1971) (AE)
- Villain (May 1971) (AE) – produs de Kanter, Ladd și Kastner
- Family Life (decembrie 1971) (AE) – regia Ken Loach
- Up the Chastity Belt (ianuarie 1972)
- Steptoe and Son (ianuarie 1972)
- I Am a Dancer (iunie 1972) (AE)
- Afternoon of a Champion (June 1972) (AE) (documentar)
- Up the Front (July 1972) (AE)
- Henry VIII and His Six Wives (July 1972) (AE)
- Endless Night (octombrie 1972)
- Our Miss Fred (decembrie 1972) (AE)
- Fear Is the Key (decembrie 1972) – produs de Kanter, Ladd și Kastner
- Never Mind the Quality Feel the Width (ianuarie 1973)
- Baxter! (martie 1973) (AE)
- Steptoe and Son Ride Again (iulie 1973)
- The Final Programme (octombrie 1973) (AE)
- The Dove (May 1974) (D)
- Our Cissy (1974) (short)
- Crima din Orient Express (Murder on the Orient Express, noiembrie 1974) (AE)
- Sunday in the Country (noiembrie 1974) (D)
- Monty Python and the Holy Grail (aprilie 1975)
- All Creatures Great and Small (May 1975)
- Trick or Treat? (1976) (abandonat)
- The Likely Lads (aprilie 1976)
- Spanish Fly (septembrie 1976) (D)
- It Shouldn't Happen to a Vet (aprilie 1976)
- Aces High (mai 1976) (D)
- Seven Nights in Japan (august 1976) (P)
- Sweeney! (ianuarie 1977)
- Cross of Iron (ianuarie 1977) (A-E)
- Twenty Five Years (1977) (documentar)
- Welcome to Blood City (august 1977)

### Coproducții cu Columbia
- Nickelodeon (decembrie 1976) – și cu British Lion
- The Greatest (mai 1977) – și cu with British Lion
- Silver Bears (iunie 1977)
- The Deep (iunie 1977)
- Sink or Swim (1977)
- Close Encounters of the Third Kind (noiembrie 1977)
- The Cheap Detective (June 1978)

### Perioada Michael Deeley și Barry Spikings
- Sweeney 2 (aprilie 1978)
- Warlords of Atlantis (mai 1978) – cu Columbia
- Convoy (iunie 1978) – cu United Artists
- The Driver (iulie 1978) – cu 20th Century Fox
- Death on the Nile (Moarte pe Nil, septembrie 1978) – cu Paramount
- The Deer Hunter (decembrie 1978) – cu Universal

### Filme de televiziune
- The Amazing Howard Hughes (aprilie 1977)
- The Girl Called Hatter Fox (octombrie 1977)
- Special Olympics (februarie 1977)
- Forever (ianuarie 1978)
- Deadman's Curve (februarie 1978)
- Just Me and You (mai 1978)
- One in a Million: The Ron LeFlore Story (septembrie 1978)
- Betrayal (noiembrie 1978)
- Steel Cowboy (decembrie 1978)
- Lawman Without a Gun (decembrie 1978)
- Deathmoon (mai 1978)
- Lawman Without a Gun (1978)
- The Cracker Factory (martie 1979)
- S.O.S. Titanic (septembrie 1979)
- Survival of Dana (1979)
- Can You Hear the Laughter? The Story of Freddie Prinze (septembrie 1979)
- Orphan Train (decembrie 1979)
- The Dances Goes On (1980)
- Sophia Loren: Her Own Story (octombrie 1980)
- My Kidnapper, My Love (decembrie 1980)
- The Killing of Randy Webster (1981)
- Broken Promise (1981)
- The Manions of America (1981)
- A Piano for Mrs. Cimino (februarie 1982)
- A Question of Honor (1982)
- Coming Out of the Ice (1982)
- Deadly Encounter (1982)
- The Legend of Walks Far Woman (May 1982) (filmat în 1979)
- Packin' It In (1983)

### Barry Spikings
- Arabian Adventure (iulie 1979) – cu British Lion – distribuit de AFD
- The Crown Prince (1979)
- Can't Stop the Music (iunie 1980) – distribuit de AFD
- The Awakening (octombrie 1980) – cu Orion – distribuit de Warners
- Times Square (octombrie 1980) – cu Robert Stigwood, distribuit de AFD
- The Elephant Man (octombrie 1980) – cu Brooksfilms – distribuit de Columbia-EMI-Warner (UK), Paramount (US)
- The Jazz Singer (decembrie 1980) – distribuit de AFD
- The Mirror Crack'd (Oglinda spartă, decembrie 1980) – distribuit de AFD
- Honky Tonk Freeway (august 1981) – distribuit de AFD
- Evil Under the Sun (Crimă sub soare, martie 1982) – distribuit de AFD
- Britannia Hospital (mai 1982) -cu British Lion
- Frances (decembrie 1982) – cu Brooksfilms, distribuit de Universal
- Second Thoughts (februarie 1983) – distribuit de Universal
- Bad Boys (March 1983) – distribuit de Universal
- Tender Mercies (martie 1983) – distribuit de Universal
- Strange Invaders (septembrie 1983) – distribuit de Orion
- Cross Creek (mai 1983) – cu Universal, distribuit de AFD, Universal
- Handgun (mai 1983) (produs în 1981)

### Verity Lambert
- Slayground (decembrie 1983)
- Comfort and Joy (august 1984)
- Not for Publication (noiembrie 1984)
- A Passage to India (Călătorie în India, decembrie 1984) distribuit de Columbia Pictures
- Morons from Outer Space (martie 1985)
- Restless Natives (iunie 1985)
- Dreamchild (octombrie 1985)
- Wild Geese II (octombrie 1985)
- The Holcroft Covenant (octombrie 1985)
- Highlander (martie 1986)
- Clockwise (martie 1986)
- Link (martie 1986)

### Ultimele filme
- The Manhattan Project (iunie 1986) (TESE)
- It Couldn't Happen Here (iulie 1988)

Legenda
- AA = co-producție cu Anglo-Amalgamated
- ABPC = producție cu Associated British Picture Corporation
- AE = ca Anglo-EMI
- AFD = distribuit de Associated Film Distributors
- C = co-producție cu Columbia Pictures
- D = doar distribuit
- H = co-producție cu Hammer Film Productions
- MGM = co-producție cu Metro-Goldwyn-Mayer
- Orion = co-producție cu Orion Pictures
- P = co-producție cu Paramount Pictures
- TESE = ca Thorn EMI Screen Entertainment
- U = co-producție cu Universal
- UA = co-producție cu United Artists
- WB = co-producție cu Warner Bros.

## Legături externe
- EMI Films la Internet Movie Database
- Associated Film Distribution la Internet Movie Database